# District de Librazhd
Le district de Librazhd est un des 36 districts d'Albanie. D'une superficie de 1 102 km² avec une population de 91 000 habitants, la capitale du district est Librazhd.
Le district est enclavé entre les districts albanais de Pogradec, Gramsh, Elbasan, Tirana et de Bulqizë. Il a une frontière avec la Macédoine.
Le district dépend de la préfecture d'Elbasan.

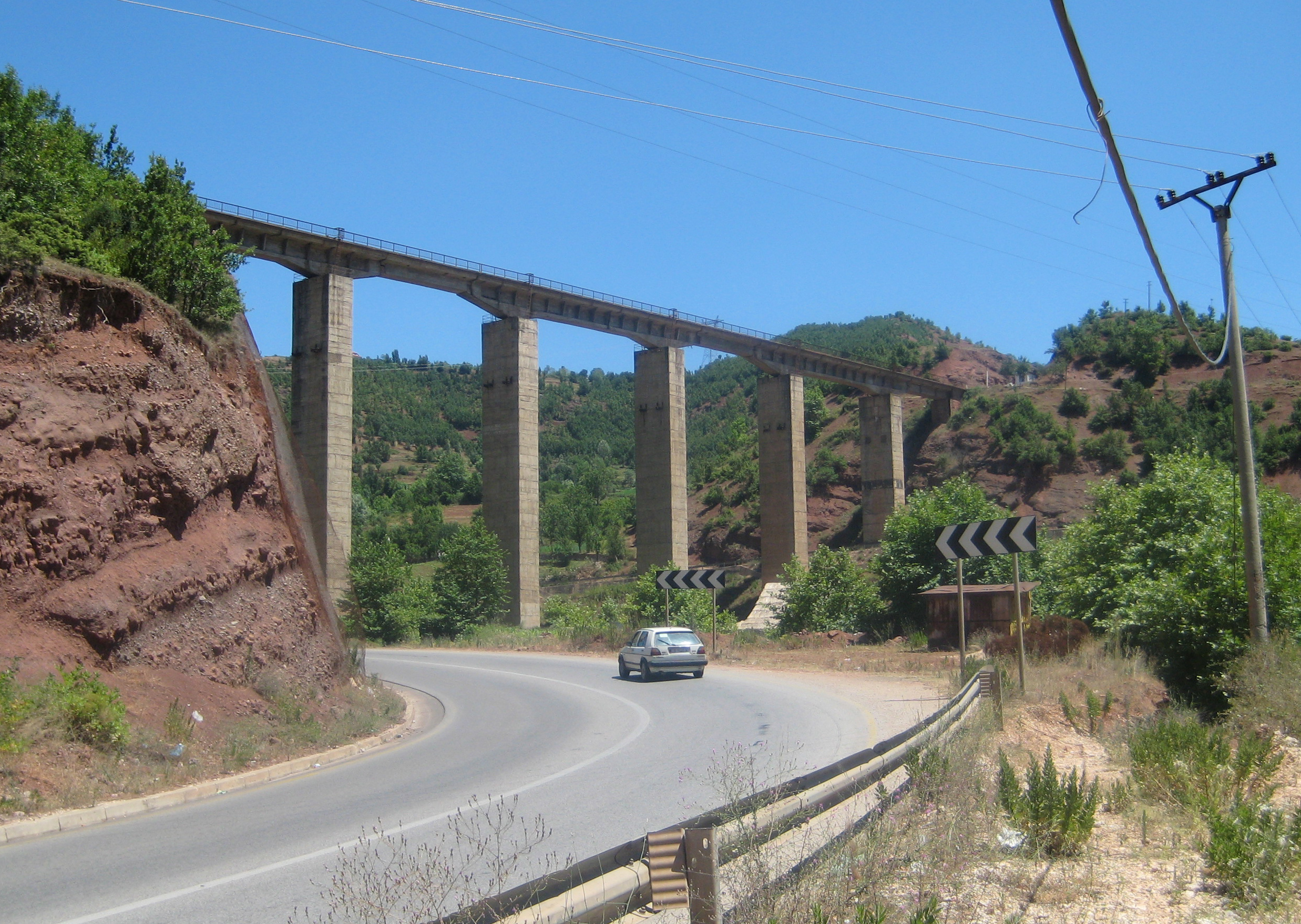
Le pont de Bushtrica supportant la ligne Elbasan–Prrenjas est situé dans le district.

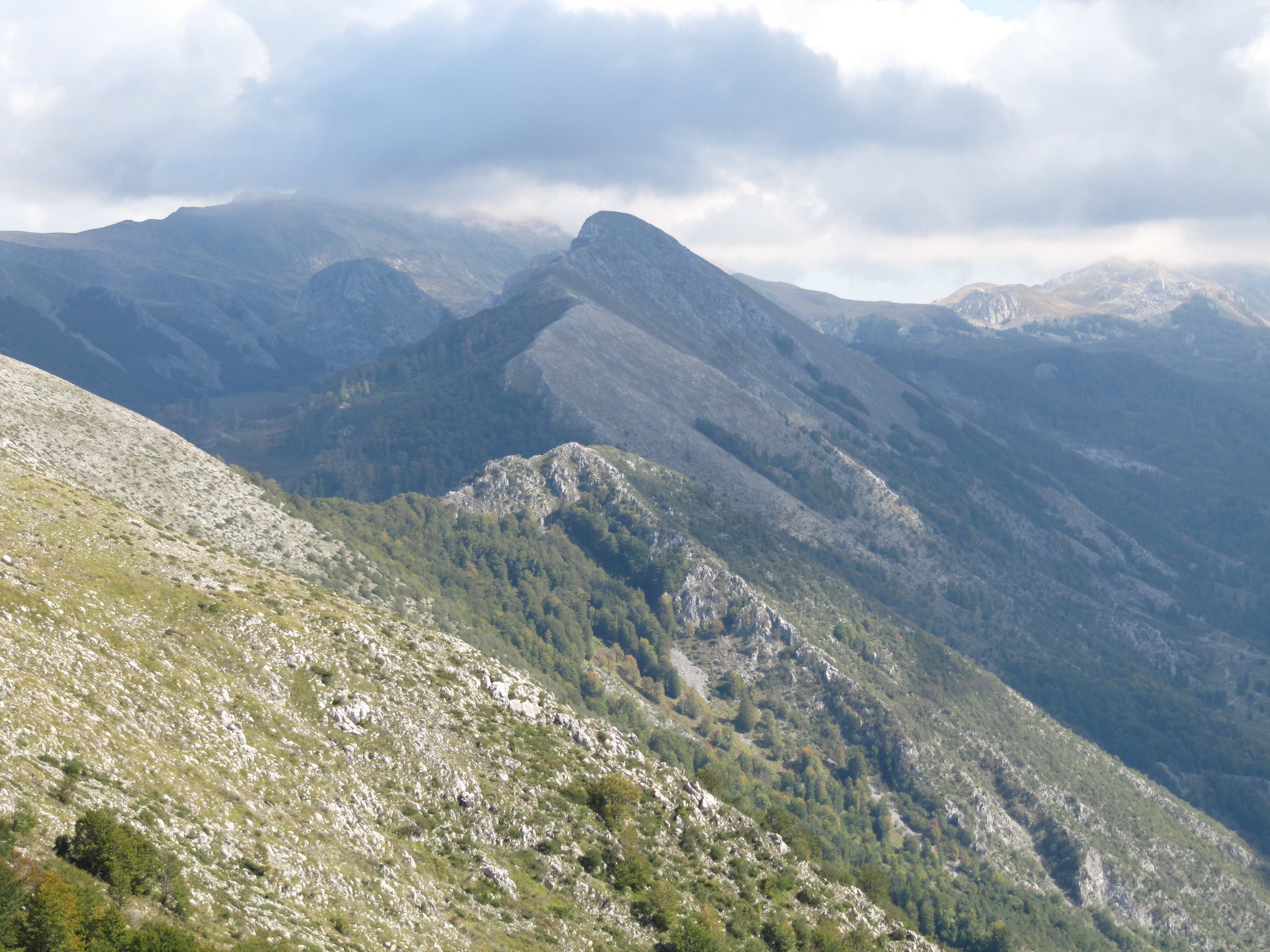
Une grande partie du district est montagneuse